# Linda Bougherara
Pour les articles homonymes, voir Bougherara.
Linda Bougherara, née en 1966 à Alger, est une artiste peintre algérienne.

## Biographie
Linda Bougherara est née en 1966 à Alger. Elle a passé son enfance entre les Aurès et Alger et vit également entre l'Algérie, la France et le Maroc. Linda Bougherara s'inspire de ses tantes aînées à N'Gaous sur l’héritage légué comme les contes, le tissage de la laine, les teintures et la poterie des Aurès.

### Style
Elle peint des livres. « Linda peint en faisant corps avec la matière. Ou plus justement avec le cœur de la matière. Quelle que soit la matière ou le support utilisé, papier, tissus, algues, livres peints, ou la technique plastique, aquarelle, fusain, dessin à l’encre de Chine, sa « création » est en constant dialogue avec la « Création », sa culture en constantes correspondances avec la Nature. Du Un elle s’ouvre sur le Tout et du Tout elle revient à l’Un. Elle transforme chaque œuvre en danse cosmique, en instant poétique, en fragment d’éternité. »
- Peintures Abstraite
- Aquarelles
- Livres Peints
- Œuvres en papiers Végétales et papier d'algues

### Étude
Elle entreprend des études à l'École supérieure des beaux-arts d'Alger , entre 1983 et 1986 en peinture.

### Exposition individuelle
Elle expose à Paris en 1995, en 2000, en 2003 et 2009, à Thionville en 1995, à Angoulême en 1996, à Bruxelles en 1998, à Fribourg-en-Brisgau et à Alger en 2008.
- 12 juin 2019, exposition à Dar Dar Moulay Ali, Marrakech, dont le titre est Femmes aux sept couleurs, voyage vers la liberté[1].
- 2018, exposition à l'Institut français d’Essaouira dont la thématique est Entre Terre et mer : Mémoire et matière[6].
- En août de 2016, Linda Bougherara a représenté l'Algérie au côté de la troupe féminine de musiques traditionnelles de la région de la Saoura dite Lemma Becharia, Elle expose au Musée Sidi-Mohammed-ben-Abdellah, dont le titre est Entre Terre et Mer, lors de la 4e édition du Festival international de la Hadra et des Musiques de transe[7].
  - « Mémoire Intime », Galerie Gare de Marlon, Paris 4e.
- Mars 2015, elle expose à la galerie Sacré art, qui dépend de l’Office national de la culture et de l'information (ONCI)[8], dont le titre est Dialogue avec la création[9].
- 2014 : « Escales Paris, Alger, Casablanca », Aux Ateliers Sienne, Paris.
- 2013 :
  - « Éphémérides de l’âme », Lotus Conseil, Alger.
  - « Paysages minéral et organiques », Le Caveau des Vins, Régine Zimmer, Riquewihr, France.
- mai 2012, elle expose pour la première fois en Algérie, trente toiles à la Galerie Art 4 you, à Alger dont le titre est Mémoire intime, elle représente les gorges de Ghoufi, le tombeau de Madracen[10].
- 2011 : « Territoires imaginaires », Christian Deveaud, Paris 9e.
- 2009 :
  - « One + One - Grande Finale », Alsace
  - « Aquarelliers », Galerie Michèle Broutta, Paris 15e.
- 2008 :
  - « Livres Peints », Espace Noun, Alger.
  - « Voyages intérieurs », Fondation Morat, Fribourg Im Breisgau, Allemagne, Catalogue préfacé par Julie Higonnet.
- 2003 : « Âmes voyageuses », Galerie Mabel Semmler, Paris 3e Catalogue préfacé par Lydia Harambourg.

### Expositions collectives
En 1994 à Ivry-sur-Seine, en 1995 et en 2000 à Malakoff, également en 1995 au Champ sur Marne et à Strasbourg.
En 1996 à Paris et à Colmar, en 2009 et en 2010 à Collioure.
- 2016, exposition lors de la COP22, Marrakech [1].
- 2016, participe à Arkane Afrika [11], à Casablanca[12].